# Anomalochrysa rufescens
Anomalochrysa rufescens is een insect uit de familie van de gaasvliegen (Chrysopidae), die tot de orde netvleugeligen (Neuroptera) behoort. 
Anomalochrysa rufescens is voor het eerst wetenschappelijk beschreven door McLachlan in 1883.